# 2-溴-1,3-茚满二酮
2-溴-1,3-茚满二酮是一种有机溴化合物，化学式为C9H5BrO2。它可由1,3-茚满二酮和溴反应制得。它存在烯醇式的互变异构体，可以进一步和溴反应，生成2,2-二溴-1,3-茚满二酮。